# 1799 en Lorraine
Chronologie de la Lorraine
- 1795
- 1796
- 1797
- 1798
- 1799
- 1800
- 1801
- 1802
- 1803

Cette page est une liste d'événements qui se sont produits durant l'année 1799 en Lorraine.

## Événements

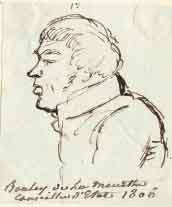
Antoine Boulay de la Meurthe

- élu du département de la Meurthe au Conseil des Cinq-Cents : Antoine Boulay de la Meurthe, âme du parti modéré, il soutint le coup d'État du 18 brumaire (9 novembre 1799), et se voua dès lors à la fortune de Napoléon Bonaparte.
- élu du département de la Meuse : 14 avril (25 germinal an VII)[1] : Jean Chenet.
- élu député de la Moselle au Conseil des Cinq-Cents : 16 avril (27 germinal an VII) : Jacques-Nicolas Husson, qui adhéra au coup d'État du 18 brumaire

## Naissances
- 18 avril à Saint-Dié : François Mathias René Leprieur, décédé le 16 juillet 1870 (à 71 ans) à Cayenne, pharmacien de la marine française[2], botaniste et collecteur pour des naturalistes.
- 17 mai à Metz : Virginie Morel du Verger, morte le 17 décembre 1869, pianiste, professeur de musique et compositrice française.
- Probablement en juin 1799 à Metz : Adrien Dembour (1799-1887), auteur et imprimeur français[3].
- 11 août à Épinal : Charles Pensée[4], mort à Orléans (Loiret) le 11 juillet 1871[5], peintre et illustrateur français.
- 6 novembre à Nancy : François Joseph, baron, puis 3e comte Boulay de la Meurthe, décédé le 7 mai 1880 à Paris), homme politique français.
- 5 décembre à Courcelles : Auguste Hussenot,  mort en 1885 à Metz, est un dessinateur, un peintre et un décorateur.

## Décès
- 12 avril à Nancy : Joseph Hugo (né le 24 octobre 1777 à Baudricourt), maître-menuisier-charpentier à Nancy.
- 18 mars à Metz : Claude Etienne Paquin de Vauzlemont, né le 18 mai 1723 à Metz (Moselle),  général de brigade de la Révolution française.
- 23 mai à Metz : Dom Nicolas Tabouillot[6], né le 24 janvier 1734 à Marville, historien français.